# Tar (strumento musicale)
Il tar è un particolare strumento a sei corde simile al liuto che viene suonato con un piccolo plettro d'ottone.

## Il nome
La parola tar (تار) in persiano significa proprio corda. Si pensa che da questo nome derivino l'indiano Sitar e l'arabo qîtâra, da cui a sua volta proviene il nostro chitarra.

## Origine e diffusione
Anche se l'esatta origine dello strumento non può essere localizzata, si può affermare che il tar nacque nei territori dell'Impero Persiano. Nelle poesie dei poeti antichi della Persia è stato citato varie volte. Ad esempio da Rumi, il che dimostra l'esistenza del tar già nel XIII secolo in Persia, anche se probabilmente in forme meno mature rispetto ad oggi. Ancora oggi è uno strumento di massima importanza in Iran, Afghanistan, e alcuni territori dell'ex Unione Sovietica quali Azerbaigian, Georgia, Armenia e altre zone della regione del Caucaso, che una volta almeno parzialmente facevano parte dell'Impero Persiano.

## Aspetto e forma
Apparve nella sua attuale forma a metà del XVIII secolo. La cassa armonica è costituita da 
una doppia sfera intagliata in legno di gelso. La tavola, ricoperta da una sottile membrana di pelle d'agnello ha la forma di una lemniscata. Il lungo manico ha una tastatura mobile formata da 26 o 28 tasti regolabili che raggiungono un'estensione di due ottave e mezza. Il tar persiano aveva normalmente cinque corde, la sesta venne aggiunta dal grande musicista iraniano Darvish Khan. Lo strumento diffuso in Azerbaijan, leggermente differente, ha un maggior numero di corde.

## Storia
Il Tar è uno dei più importanti strumenti tradizionali dell'Asia Centrale, fondamentale nella composizione e nell'esecuzione dei radif. Le tendenze generali della musica classica persiana sono state fortemente influenzate dai suonatori di tar.

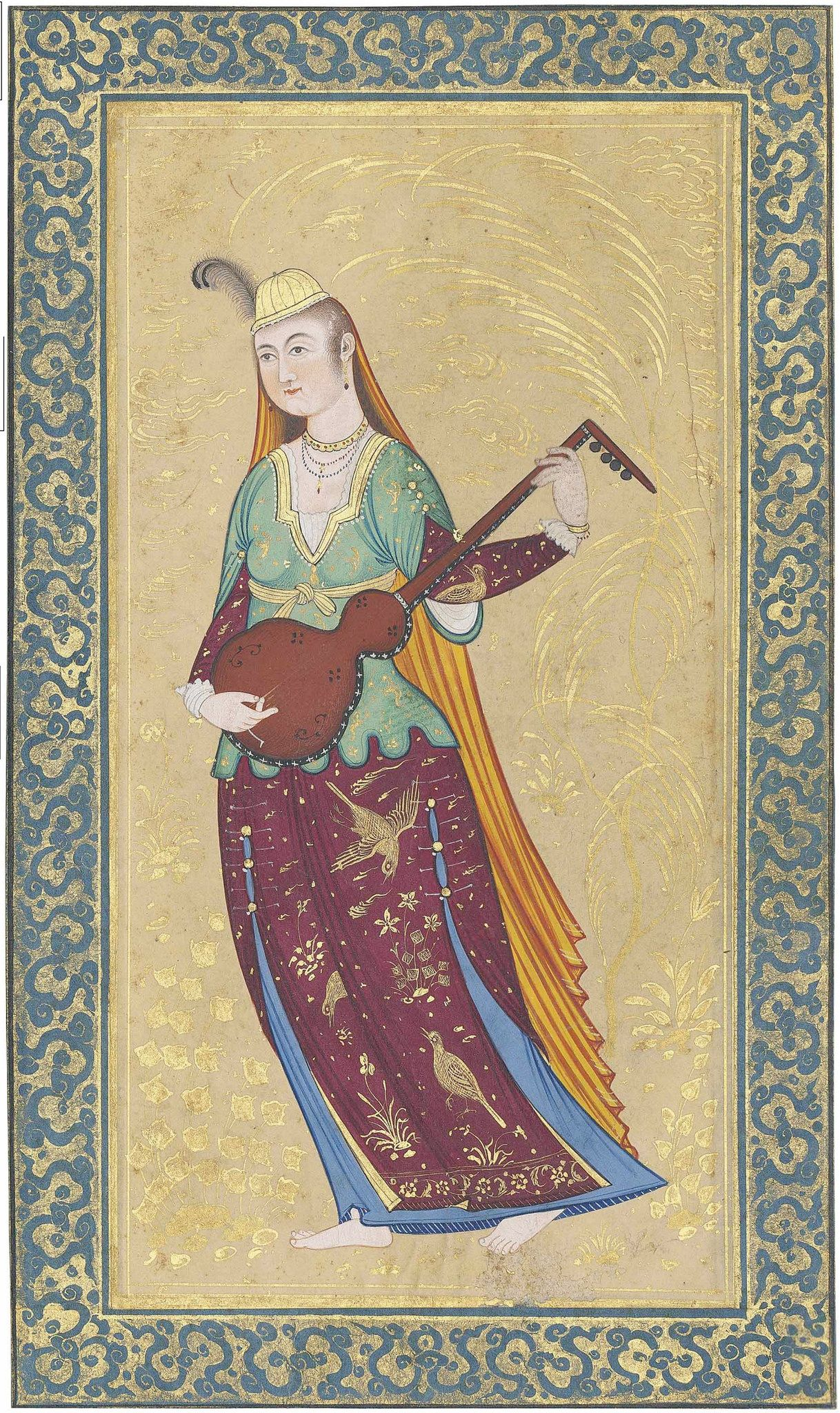
Donna che suona il catrame, Qajar Iran in stile safavide.

## Suonatori di tar contemporanei
- Mohammad Reza Lotfi
- Farhang Sharif
- Ali Akbar Shahnazi
- Jalil Shahnaz
- Dariush Talai[1]
- Atâ Jangouk
- Hossein Alizadeh
- Parham Nassehpoor[2]